# 1830年至1922年的英国铁路运输史
1830年至1922年的英国铁路运输史，旨在讲述在1830年至1922年的英国的铁路运输历史及主要事件。

## 19世纪30年代
- 随着1825年世界上第一条动力机车线路的开通，英国各地开始大兴土木建设铁路。主要有利兹曼彻斯特铁路（L&MR）（因纺织业发展需要），Leeds and Selby Railway（采矿业发展需要），London and Birmingham(L&BR)（超乎预期的旅行人数）。

- 虽然一项议会的法案允许铁路公司强制购买通行权，但一些强势的地主反对穿过他们的土地修建铁路。一些地主要求缴纳过多的费用，因此这些早起的铁路线路并不总是最优的。此外，因为普遍认为火车速度不会超过30英里每小时，铁轨往往尽量避免陡峭的斜坡，而多一些弯曲的路线不是一个大的问题。可正是这些弯路，使得英国铁路在一个世纪后开始实验摆式列车。

## 铁道狂时代
- 尽管政府鼓励发展铁路干线来刺激经济和为运输军队提供便利，但每一条线路在法律上必须得到一个单独的议会法案的授权。尽管一些企业家看好城际铁路网，但那些较短的目的明确的线路更容易找到投资者，因为可以预期到快速的投资回报。

- 所有的铁路都是在商业利益的驱使下建造的。1836年之前建造的铁路都支付很高的股息，以促使财团来投资。到了1845年，有超过1000个项目被提了出来。这导致了一个投机狂潮，他们都符合一个共同的模式：随着铁路股的价格上涨，越来越多的投机资金流入，直到价格崩溃不可避免的到来。在1846年的顶峰时，有272个关于成立铁路公司的议案得到通过。和大多数股市泡沫不一样的是，所有这些投资的结果都是有形的资产——英国铁路系统的巨大扩张，尽管投资成本可能是虚高的。当政府开始介入并且宣布结束存积的方案，铁道狂时代走到了尽头。

## 政府参与
- 尽管每条铁路的建造都要求获得议会法案的通过，政府对它们的建造和运营还是采取放任自由的主义。1840年的铁路管制法案，表明政府开始关注铁路安全事务。法案授予商务部以任命铁路调查局的权利。早在1844年，一项建议国家购买铁路的草案就被提出，后来未被采用。但它因为松宁（Sonning）事故，引入了建造三级车型的最低标准。
- 在一战期间，这个铁路网由政府控制，并且许多合并和规划的优势显现出来。然而，1921年战时的保守党联合政府顶住了将铁路正式国有化的呼声。

## 伦敦
- 到19世纪50年代，许多蒸汽动力线路已经延伸到了伦敦市区（比现在小得多）。但这些线路却不被允许通过拆除足够多的物业而贯穿伦敦城或伦敦西区，因此乘客只好在帕丁頓、帕丁頓站、尤斯頓站、國王十字站、芬喬奇街站、查令十字站、滑鐵盧站或維多利亞站等其他車站下车，然后自己通过计程车或步行到市中心，因此大大增加了城市的堵塞。于是便在地下修建了城市铁路来连接这些分离的铁路终点站。线路于1863年开通，这就是后来的伦敦地铁的第一条线路。Marylebone被Bakerloo Line连接了起来，然而Fenchurch Street从来没有被连接到这个系统中，直到今天仍然是个特例。

## 早期的成功
- 早期铁路在财务上的成功只是一个现象，因为他们没有受到实质性的竞争。道路交通仍然非常慢并且条件很差。因为运输成本的降低，铁路沿线城市的燃料和食品价格下降了。考虑到当时较弱的引擎和刹车的需要，线路的设计采用了缓慢的坡度和弧度，这就有利于当速度提升的时候，避免在大多数地方重新勘察线路。利物浦线开通不到20年内，从伦敦坐火车到苏格兰就已成为可能，所需时间只是先前公路的几分之一。
- 到1923年，英格兰大约有9条重要线路而苏格兰有5条。此外还有很多小公司，例如威尔斯铁路和许多南威尔士线；英格兰的Furness和Hull and Barnsley 铁路；以及很多更短的线路。下面关于每个大公司的简短的注释说明了在1923年的大整合时期，他们怎样扩张并达到所预期的重要地位。在大整合时期，为数不多的所有的铁路被吞并了。

Categomslslry:1920年代英国